# 552 v.Chr.
Het jaar 552 v.Chr. is een jaartal volgens de christelijke jaartelling.

## Gebeurtenissen

### Babylonië
- Koning Nabonidus van Babylon rukt op naar Gaza tot aan de grens van Egypte.